# Trompetconcert (Weinberg)
Mieczysław Weinberg voltooide zijn enige Trompetconcert in 1967.
De beoogde solist in dit werk was Timofey Dokshitser en deze gaf dan ook de première van dit trompetconcert in Bes majeur in 1968 op 6 januari 1968. Hij werd begeleid door het Filharmonisch Orkest van Moskou onder leiding van Kirill Kondrasjin. Weinbergs vriend en voorbeeld Dmitri Sjostakovitsj omschreef het werk als een Symfonie voor trompet en orkest.
Het concert kent drie delen:
- Etudes in allegro
- Episodes in andante
- Fanfares in andante

De klank van het concert slingert heen en weer tussen variétémuziek en de serieuze klassieke muziek. In deel 3 is een aantal muzikale citaten te horen uit de werken van Felix Mendelssohn Bartholdy.
Van dit werk zijn voor Weinbergs catalogus relatief veel opnamen voorhanden:
- Uitgave Russian Disc: Dokshitser met het FOM onder leiding van Kondrasjin, opname omstreeks 1968 (de uitgave vermeldde opus 95) (bron)
- Uitgave EMI: Dokshitser met het Theaterorkest van Bolsjoj onder leiding van Algis Zhiuraitis
- Uitgave Neos: Jürgen Ellensohn (trompet) met het Symphonieorchester Vorarlberg onder leiding van Gérard Korsten, een opname uit 2010
- Uitgave Naxos; Andrew Balio met het St Petersburg Staats Symfonie Orkest onder leiding van Vladimir Lande
- Uitgave Teldec; Sergei Nakariakov met de Jenaer Philharmonie onder leiding van Andrei Boreyko